# Mark Ujakpor
Mark Ujakpor Sánchez (Madrid, 18 de enero de 1987) es un atleta español especialista en 400 metros y 400 metros vallas.

## Competiciones
| Año  | Campeonato                | Lugar                  | Puesto | Prueba                 | Tiempo  |
| ---- | ------------------------- | ---------------------- | ------ | ---------------------- | ------- |
| 2005 | Campeonato Europeo Junior | Kaunas, Lituania       | 15º    | 4×400 metros relevos   | 3:16.00 |
| 2007 | Campeonato Europeo Sub-23 | Debrecen, Hungría      | –      | 400 metros             | DNF     |
| 2007 | Campeonato Europeo Sub-23 | Debrecen, Hungría      | 7º     | 4×400 metros relevos   | 3:08.63 |
| 2008 | Campeonato Mundial Indoor | Valencia, España       | 20º    | 400 metros             | 47.94   |
| 2008 | Campeonato Mundial Indoor | Valencia, España       | 7º     | 4×400 metros relavos   | 3:09.93 |
| 2009 | Campeonato Europeo Indoor | Turín, Italia          | 18º    | 400 metros             | 47.59   |
| 2009 | Juegos Mediterráneos      | Pescara, Italia        | 7º     | 400 metros             | 46.46   |
| 2009 | Juegos Mediterráneos      | Pescara, Italia        | 1st    | 4×400 metros relevos   | 3:06.19 |
| 2009 | Campeonato Europeo Sub-23 | Kaunas, Lituania       | 15º    | 400 metros             | 47.09   |
| 2009 | Campeonato Europeo Sub-23 | Kaunas, Lituania       | 5º     | 4×400 metros relevos   | 3:05.63 |
| 2010 | Campeonato Iberoamericano | San Fernando, España   | 11º    | 400 metros             | 47.37   |
| 2010 | Campeonato Iberoamericano | San Fernando, España   | 5th    | 4×400 metros relevos   | 3:08.46 |
| 2010 | Campeonato Europeo        | Barcelona, España      | 24º    | 400 metros             | 46.85   |
| 2010 | Campeonato Europeo        | Barcelona, España      | 12º    | 4×400 metros relevos   | 3:07.38 |
| 2011 | Campeonato Europeo Indoor | París, Francia         | 10º    | 400 metros             | 47.82   |
| 2012 | Campeonato Mundial Indoor | Estambul, Turquía      | 10º    | 400 metros             | 46.98   |
| 2012 | Campeonato Mundial Indoor | Estambul, Turquía      | 5º     | 4×400 metros relevos   | 3:10.01 |
| 2012 | Campeonato Europeo        | Helsinki, Finlandia    | 21º    | 400 metros             | 47.27   |
| 2012 | Campeonato Europeo        | Helsinki, Finlandia    | 10º    | 4×400 metros relavos   | 3:09.11 |
| 2013 | Campeonato Europeo Indoor | Gothenburg, Suecia     | 16º    | 400 metros             | 47.89   |
| 2013 | Juegos Mediterráneos      | Mersin, Turquía        | 5º     | 400 metros             | 46.53   |
| 2014 | Campeonato Mundial Indoor | Sopot, Polonia         | 18º    | 400 metros             | 47.16   |
| 2014 | Campeonato Mundial Indoor | Sopot, Polonia         | 9º     | 4×400 metros relevos   | 3:10.17 |
| 2014 | Campeonato Europeo        | Zúrich, Suiza          | 9º     | 4 x 400 metros relevos | 3:04.68 |
| 2015 | Relevos Mundiales         | Nassau, Bahamas        | 22º    | 4 x 400 metros relevos | 3:08.49 |
| 2016 | Campeonato Iberoamericano | Río de Janeiro, Brasil | 3rd    | 400 metros vallas      | 49.65   |
| 2016 | Campeonato Europeo        | Ámsterdam, Holanda     | –      | 400 metros vallas      | DNF     |

## Marca Personal
Aire libre
- 400 metros – 46.15 (Madrid 2014)
- 400 metros vallas - 49.65 (Río de Janeiro 2016)

Pista cubierta
- 400 metros – 46.49  (Sabadell 2012)[1]